# Lendinara
Lendinara est une commune italienne de la province de Rovigo, dans la région Vénétie.

## Personnalités
- Giovanni Battista Conti (1741-1820), poète et hispaniste italien.

## Administration
| Période                                  | Période | Identité | Étiquette | Qualité |
| ---------------------------------------- | ------- | -------- | --------- | ------- |
|                                          |         |          |           |         |
| Les données manquantes sont à compléter. |         |          |           |         |

### Hameaux
Barbuglio, Campomarzo, Valdentro, Molinella, Ramodipalo, Rasa, Sabbioni, Saguedo, Treponti.

### Communes limitrophes
Badia Polesine, Canda, Castelguglielmo, Fratta Polesine, Lusia, Piacenza d'Adige, San Bellino, Sant'Urbano, Villanova del Ghebbo.